# Церковь Сен-Матье (Кольмар)
Церковь Сен-Матье (фр. Temple St-Matthieu) — одна из главных исторических и архитектурных достопримечательностей французского города Кольмара. Расположена на Гранд-Рю, 9. В церкви Сен-Матье проводиться музыкальный кольмарский фестиваль.

## История
В 1292 году в Кольмаре францисканцы начали строительство церкви, строительство которой было завершено в первой половине XIV века. Вместе с Доминиканской церковью, церковь Сен-Матье представляет собой одни из главных культовых сооружений в городе. 
В 1543 году францисканский монастырь был закрыт. Город выкупил эти здания для создания больницы. В 1575 году эту церковь использовала лютеранская община города. В 1715 году построили стену, которая должна была отделить протестантскую часовню в нефе с одной стороны и с другой стороны католическую часовню в хоре, для больницы, которая была установлена рядом. Когда построили новую больницу Пастера, в 1937 году церковь отдали для проведения протестантских богослужений. В 1987 году стену разрушили.
До 1937 года церковь посещали и католики и протестанты. Основная достопримечательность церкви — ограждение хора.
Церковь реставрировалась несколько раз в период с 1982 по 1997 год, и в результате проводимых манипуляций удалось восстановить первоначальное состояние церкви. Это касалось в том числе и потолков — потолки, которые были понижены в 1862 году, чтобы тратить меньше средств на отопление, со временем были вновь подняты. В церкви хорошая акустика, поэтому в этом месте проводиться международный музыкальных кольмарский фестиваль.
В конце 1980-х годов скрипач и дирижёр Владимир Спиваков выбрал церковь Сен-Матье местом для проведения ежегодного музыкального фестиваля в Кольмаре. В то время церковь была в очень плохом состоянии, у нее была продырявлена крыша, и в первые годы проведения фестиваля зрители приходили с зонтиками - потому что с крыши капало. 
Церковь Сен-Матье расположена на улице Гранд-Рю, 9.